# Реформа образования султана Кабуса
Реформа образования в Омане в 1970-е годы — серия масштабных реформ в сфере образования, проведенная султаном Кабусом бен Саидом, которая являлась одной из серии реформ, призванной модернизировать страну и вывести его из вековой отсталости.
В 1970 году в Омане начались фундаментальные перемены в различных аспектах экономической и социальной жизни, а система образования в последние несколько десятилетий стала свидетелем форсированного развития с приходом к власти султана Кабуса бен Саида.
До начала добычи нефти в 1967 году оманцы жили простой, скромной жизнью, в значительной степени зависящей от торговли с портами восточноафриканского побережья на западе и портами побережья от Индии до Китая на востоке. Рыболовство у оманского побережья, протяженность которого составляет 1700 километров, было важным занятием в дополнение к сельскому хозяйству, которое практиковалось в большинстве районов Султаната. Тем не менее, эти профессии мало что сделали для увеличения доходов как отдельных лиц, так и правительства. Эта ситуация ограничивала возможности правительства по созданию необходимой инфраструктуры и основных услуг для страны. Образование было одной из многих услуг, которых оманцы были лишены, одновременно являясь свидетелями их доступности для граждан соседних стран.
Британцы сыграли важную роль, помогая султану завоевать «сердца и умы» населения Дофара, где с начала 1960-х голов шла гражданская война. Это было достигнуто путем строительства важных объектов, таких как школы, мечети, больницы, колодцы и другие необходимые инфраструктурные проекты. Масштабы строительства впечатляли – за два с половиной года было построено более 70 школ. Но так было не всегда. Строительство школ британцами было связано с началом нефтедобычи и установления контроля британцев над нефтяной сферой.
До прихода к власти султана Кабуса в 1970 году в Омане функционировала всего лишь одна больница, и три государственных начальных школы в Маскате, Матрахе и Салале, в которых работало в общей сложности тридцать учителей-мужчин (в основном палестинцы), и в которых обучалось всего лишь 909 учащихся мужского пола, выбранных султаном Саидом бен Таймуром, и была одна техническая / профессионально-техническая школа (Индустриальное училище, основанное Оманской нефтяной компанией в 1967 году). Инфраструктура тоже находилась в плачевном состоянии – по всей стране было проложено всего лишь десять километров асфальтированных дорог.
Власть в лице султана Саида выступала против обучения женщин. Правда, султан Саид направил ограниченное число оманцев для обучения за рубежом, чтобы по возвращении они могли работать в качестве учителей в этих трех государственных школах. Некоторые из этих студентов позже сыграли заметную роль, заняв многие важные посты в правительстве. Наличие стипендий было особенно важно для развития людских ресурсов в Султанате, позволяя создавать ведущих администраторов, которые смешали свое оманское происхождение и культуру с международным образованием. Это были лидеры, которые внесли свой вклад в движение за перемены в Султанате до 1970-х годов и продолжали управлять развитием в различных областях после прихода к власти султана Кабуса.
К концу 19-го века в Омане была сформирована форма более организованных школ. Самыми известными из этих школ были школа Аль-Хур, школа Аль-Завави и школа Аль-Вакель. В этих школах преподавались различные предметы, главным образом Священный Коран и арабские навыки (чтение, письмо и грамматика).
С 1932 по 1970 гг. образование в Омане начало очень медленную трансформацию. Были созданы три начальные школы – в Салале в 1937 году, Маскате в 1940 году и Матрахе в 1959 году. В 1940-х годах султан Саид бен Таймур модернизировал эти школы, обучение в которых было на уровне начальной школы без возрастных ограничений. В течение этого времени мектебы (куттаб) оставались доминирующей системой образования в стране.
Администрация, организация и учебная программа всех трех школ были почти одинаковыми. Английский язык преподавали с первого класса. Хотя школы Корана были совместными, эти школы были предназначены только для мальчиков.
Кроме того, существовало несколько частных школ, которые были созданы по индивидуальной инициативе и сосредоточены на религиозном образовании. При мечетях были созданы школы, где учебная программа основывалась на чтении и письме, заучивании наизусть Корана, понимании религиозных вопросов, изучении арабского языка, истории ислама и элементах арифметики.
Наконец, существовали общие советы (ас-сабла), которые были широко распространены в городах и населенных пунктах Омана. Они обучали людей основным навыкам грамотности в дополнение к их роли в обмене новостями, и в целом укрепление социальных связей.
Переход от традиционных школ к современным школам начался в 1970 году, когда было создано несколько школ под надзором и планированием правительства. Наиболее известными из этих школ были «Alsultania Alawla» (Первая Королевская) и «Al Sultania Al Thania» (Вторая Королевская) и школа «Al Saiediah». Учебные программы в этих школах были конкретными и преподавались оманскими и иностранными учителями, нанятыми правительством. Некоторые из этих школ имели два уровня: вступительный уровень – два года, и начальный – шесть лет. Некоторые учебники были привезены из Египта, Палестины и Ливана.
Американская миссия сыграла определенную роль в сфере образования в Маскате и Матрахе, которая продолжалась до начала 1970-х годов, когда правительство закрыло частные школы Миссии, когда государственное образование стало широко доступно по всему Султанату. Кроме того, компания «Petroleum Development Oman» (PDO) в 1967 году создала центр в Маскате для подготовки административного и технического персонала из оманцев для работы на нефтеперерабатывающих заводах. Данный центр создал новые возможности трудоустройства, о которых оманцы ранее не знали.
В 1971 году, согласно некоторым источникам, Министерство социальных дел и труда взяло на себя ответственность за управление школой, первоначально созданной «Petroleum Development Oman» (PDO) в Матрахе, для обучения студентов в сфере машиностроения. С 1973 года Министерство социальных дел и труда начало предлагать курсы профессиональной подготовки на подготовительном уровне. В 1980–1981 гг. общее количество студентов, которые прошли данные курсы, достигло 949. К 1980 году в Омане уже было 28 больниц, 363 школы и проложено 12 000 километров дорог с твердым покрытием. До 1970 года образование было привилегией богатых, которые могли либо выехать за границу, либо позволить себе ограниченные частные школы, которые обслуживали преимущественно ливанские и индийские семьи.
В 1970-х годах в Омане вообще не было высших учебных заведений. Небольшое число выпускников средних школ, которые хотели продолжить получить высшее образование, должны были поступить в университеты и колледжи в других частях мира. Большинство оманских студентов до начала 1970-х годов посещали различные страны, включая Катар, Египет, Сирия, Бахрейн, Саудовская Аравия, Кувейт, Ирак, Германия, Франция, Польша и Венгрия. Эти страны открыли свои двери оманцам на всех уровнях. Немногие из них, особенно студенты из богатых оманских семей, улетели в Великобританию или США, чтобы поступить в университет. Некоторые из выпускников высших учебных заведений вернулись в Оман, и они стали высшими должностными лицами и лидерами нового правительства, такими как министры или заместители министра.
В 1970 году новое оманское правительство приняло на себя ответственность за создание в стране национальной системы образования. Первоначальная цель состояла в том, чтобы предоставить всем учащимся возможность получить образование путем строительства школ и увеличения числа учащихся в возрасте от 6 до 18 лет. Тем не менее, в вопросах учебных программ Оман полагался на иностранных экспертов и исследователей, а также на иностранных специалистов для обеспечения учебной базы.
Новый султан понимал, что стране не хватало достаточного национального опыта в области управления и технических знаний. В своем первом обращении к нации по радио 9 августа 1970 года султан Кабус сказал: «Долгое время наша страна была лишена образования, которое является основой административно-технического опыта. Поэтому в обозримом будущем мы обязаны заполнить пробел в управлении иностранными сотрудниками. Однако с этого момента стало ясно, что образование и подготовка наших людей должны начаться как можно скорее, чтобы оманцы могли управлять оманцами».
Султан Кабус высоко оценил взаимосвязь между образованием и развитием страны, поэтому в своем первом выступлении он очень четко дал понять, что будет уделять образованию неотложное и особое внимание. В своем первом выступлении султан Кабус заявил: «Я обещаю вам немедленно приступить к процессу создания современного правительства. Я буду действовать как можно быстрее, чтобы превратить вашу жизнь в процветающую с блестящим будущим. Каждый из вас должен сыграть свою роль в достижении этой цели».
Образование было одним из самых важных и самых больших проектов, который находился на личном контроле молодого султана. Кабус сосредоточил свои усилия в этой области, отдавая ей приоритет в своих планах и программах развития. Одним из первых решений султана было создание первого министерства образования Омана. Качество и количество образования с тех пор быстро росли; школьные здания стали более современными и полностью оснащенными передовыми технологиями и учебными средствами; структура управления образованием стала более организованной; и создание современных школ ускорилось с трех до 1970 года до более чем 1056 в 2006 году.
Конечная цель всего комплекса программы развития заключалось в улучшении качества жизни и достижении человеческого счастья путем повышения уровня жизни всех жителей страны. Свое видение о значении реализации масштабной и всеобъемлющей образовательной программы султан Кабус изложил следующим образом: «Развитие не самоцель. Скорее, оно существует для построения человека, который является его средством и производителем. Поэтому развитие не должно останавливаться на достижении диверсифицированной экономики. Оно должно выходить за рамки этого и способствовать формированию гражданина, способного содействовать прогрессу и всестороннему развитию. Такие цели могут быть достигнуты путем улучшения художественных и профессиональных способностей граждан, стимулирования их творческих и научных способностей и совершенствования их различных навыков. Все это должно быть направлено на служение стране и достижение счастья всех ее граждан».
В 1971 году министерство образования утвердило 685 стипендий для обучения за рубежом, в основном на университетском уровне или ниже. Кроме того, около 1000 оманцев учились за границей без стипендий. Оманцы, желавшие получить высшее или техническое образование, уехали в основном в некоторые арабские страны, Советский Союз или Европу.
Кроме того, некоторые оманцы, которые жили и получали образование в Занзибаре со своими семьями, стали более образованными, и когда они вернулись в Оман в середине 1970-х годов, они приняли активное участие в делах страны.
В одном из интервью султан Кабус заявил: «Моей самой первой задачей было создание правительства Омана, и я думаю, что мы это сделали. Теперь акцент делается на образование и здравоохранении».
Судя по документам, в 1972 году 50% учителей никогда не получали среднего образования, и лишь 8% имели высшее образование. Первоначально в начальных школах по всем предметам была принята катарская образовательная система и учебники, за исключением английского языка, ресурсы для которого были получены из Великобритании и составляли основу обучения в течение десятилетия 70-х годов. Программа включала арабский язык, исламские исследования, английский язык, математику, естественные и социальные науки, физическое воспитание, прикладное искусство (мальчики) и шитье (девочки). По оценке, проведенной Всемирным банком (ВБ) в 1974 году, показала, что программа «низкого качества и мало соответствует национальным потребностям». ВБ рекомендовал полностью пересмотреть, в том числе новую учебную программу, которая будет развивать навыки поддержки национальной экономики и программы подготовки учителей для повышения профессиональной подготовки и развития оманских учителей.
Султан Кабус поручил Министерству образования начать масштабную программу распространения образования во всех географических регионах Омана. Для достижения этой цели Министерство образования приложило все усилия, чтобы обеспечить все требования и механизмы реализации программы распространения образования. Обеспечение современного образования стало главным приоритетом для правительства. Это отражено в следующем отрывке из речи султана Кабуса по случаю второго Национального дня Омана, 18 ноября 1972 года: «Образование было моей большой заботой, и я понял, что необходимо направить усилия на распространение образования. Мы предоставили Министерству образования возможность и предоставили ему ресурсы, чтобы разорвать цепи невежества. Были открыты школы. Важно то, что образование должно быть даже в тени деревьев».
Было очевидно, что улучшение качества образования требовалась координации трех взаимосвязанных сфер социальной жизни – образовательного, экономического и социального планирования. Подготовка оманского учебного состава для принятия ответственности за образование своих граждан была первостепенной задачей. Педагогическая подготовка была расширена, и были созданы четырехлетние программы и учреждения по подготовке учителей.
Султан Кабус, после восхождения на престол сосредоточил внимание на реформе образования как главной цели своего правления. Он призвал к созданию национальной системы образования, которая позволила бы Оману успешно конкурировать в современной мировой экономике. Необходимо было разработать цели, задачи и политику в области администрирования, развитие учебного плана, программа и язык как средства обучения. В период с 1970 по 1995 год все эти задачи были выполнены, и была создана современная оманская система образования.
С первых дней правления султан Кабус велел, чтобы оманское образование было «оманизировано». С этого периода развитие образования прошло нескольких отличительных этапов. Первый период (с 1970 по 1975 годы) – усилия правительства было направлено на то, чтобы дать детям возможность поступить в школу. Приоритетом было увеличение количества школ, чтобы образование было доступно для всех. В 1970 году к существовавшим трем начальным школам были добавлены тринадцать новых школ. Девять располагались в столичном округе. Двенадцать из них были для мужчин, три для женщин и один совместный. Новая образовательная программа была в значительной степени упрощенной. Западная модель учебной программы не была общедоступной, а средства на их разработку были ограничены. Поэтому в это время в государственных школах Омана использовался пакет учебников и других учебных материалов, включая учебные материалы, из соседнего Катара, а также Кувейта, где существовала программа в западном стиле, аналогичная той, что была в Египте. Материалы и тексты предоставлялись бесплатно.
Через два года после восхождения на престол по случаю второго Национального дня султан Кабус заявил: «Образование было моей большой заботой, и я понял, что необходимо направить усилия на распространение образования. Мы предоставили Министерству образования возможность и предоставили ему возможность разорвать цепи невежества. Школы были открыты независимо; важно то, что образование должно быть даже в тени деревьев… В 1970 году в стране было три школы, в которых обучалось 900 учеников. В 1971 году было 16 школ и 7000 учеников, а в 1972 году – 45 школ и 15000 учеников. Эта цифра будет удвоена в соответствии с планами министерства, подготовленными на предстоящий учебный год».
Однако следует отметить, что первенство образования для мальчиков все еще оставалось реальностью. Программа развития Дофара 1972 года включала:
- обеспечить начальные школьные места для всех мальчиков в возрасте от 7 до 12 лет и для 50 процентов всех девочек той же возрастной группы;
- обеспечить средние школьные места для 50 процентов всех мальчиков в возрасте до 15 лет[51].

Непосредственная поддержка образования для девочек берет свое начало в районе Марара в Йемене, недалеко от границы с Дофаром. Там, высокообразованная и политически мотивированная Лайла Фахро (Худа Салем, из Бахрейна) 1 апреля 1970 года основала революционную Народную школу («Madrasāt al-Sha’b») в рамках своей работы для насеристов / марксистов, вдохновленная «Народным фронтом освобождения оккупированного Арабского залива» («НФООАЗ») и с намерением восстать против султанского правления. На начальном этапе обучение проходили 60 дофарцев, которые в основном являлись осиротевшими студентами и были первыми грамотными выпускниками в южном Омане. По утверждению профессора Абдель Раззак Такрити, это было источником национального образовательного проекта. Конечно, султан Кабус признавал репродуктивную силу образования, но, ссылаясь на ключевые признаки «терроризма» и «врага ислама» в официальной проповеди, описывающем восстание дофарцев, именно султан Кабус, а не марксистская идеология «НФООАЗ», признается в качестве движущей силы развития образования в Омане.
По данным Министерства национальной экономики, государственные доходы и расходы росли с каждым годом в 1970-х годах. Например, государственные доходы Омана в 1971 году составили 50,1 млн. оманских риалов (ОР), а общие расходы составили 46 млн. ОР. В 1972 году общий государственный доход составил 53 млн. ОР, а общий объем государственных расходов увеличился до 71,7 млн. ОР. В 1974 году общие доходы правительства увеличились до 303,2 млн. ОР – а государственные расходы составили 349,2 млн. ОР. В 1979 году общие доходы достигли 692,2 млн. ОР при общих государственных расходах в 650,4 млн. ОР.
В 1972 году общие государственные расходы на образование составили 2647 тысяч ОР. Это составляло 3,8% от общих государственных расходов во всех секторах и около 1,7% от ВВП Омана. Такой уровень расходов на образование был достаточным в начале 1970-х годов из-за очень небольшого числа учащихся, зачисленных в несколько начальных школ в Маскате. В 1975 году общие расходы на образование увеличились до 7 млн. ОР, так как число зачисленных студентов увеличивалось с каждым годом. Это составляло около 1,8% от общих государственных расходов на все государственные секторы.
В 1970-х гг. по нескольким причинам султанское правительство не смогло профинансировать строительство первого университета в стране. Растущий годовой дефицит, колебания добычи и цены на нефть, слабая инфраструктура, необразованные человеческие ресурсы и выпускники средних школ были одними из основных причин, которые не побуждали правительство открыть первый университет в Омане. Столкнувшись с ограниченным годовым бюджетом и низкой добычей нефти, правительство Омана испытывало сильное давление по созданию местных высших учебных заведений из-за бума числа выпускников средних школ в конце 1970-х годов.
Поскольку образовательная инфраструктура Омана динамично развивалась, и начальное образование не было обязательным, среднегодовое число зарегистрированных оманских детей, зачисленных в начальную школу, резко возросло. Если в 1974–1975 годах было зарегистрировано только 48 576 студентов, то к 1985–1986 гг. уже насчитывалось 326 начальных школ (104 для мальчиков, 118 для девочек и 104 для обоих полов), в которых обучалось 175 452 учащихся.
В течение 1970-х, в условиях отсутствия единой образовательной структуры, Оман сильно зависел от иностранных стипендий для обучения своих граждан до уровня, необходимого для работы в различных государственных ведомствах. В 1973 году был принят закон, которая регулировала процедуру выдачи стипендии. Под руководством министра образования был создан Комитет по стипендиям, в состав которого вошли заместитель министра образования и представители других министерств. Комитет должен был изучить потребности министерств и государственных ведомств в людях с соответствующей квалификацией, определении приоритетов и контроле за осуществлением общей стратегии в отношении стипендий. Департамент стипендий в министерстве отвечал за осуществление политики, определенной Комитетом.
Вскоре после прихода к власти правительство султана Кабуса приняло быстрые меры по обучению оманских учителей, чтобы они руководили всеми уровнями общего образования как в государственных, так и в частных школах. Политика правительства осуществлялась поэтапно, начиная с повышения квалификации учителей, не имевших квалификации в сфере образования. В 1975–1976 году была создана Первая программа, в которой те, кто получил первый подготовительный сертификат, могли учиться в течение двух лет, прежде чем продолжить обучение. Однако эта программа была закрыта после того, как одна и единственная партия из 25 учителей получила квалификацию.
В 1976 году министерским постановлением было принято решение №81 об учреждении институтов по подготовке учителей-мужчин и женщин, которые получили общий подготовительный сертификат. Учителя-стажеры проходили трехлетний курс, который позволял им преподавать начальную ступень, включающую все классы и общие предметы.
Что касается регулирования профессиональной подготовки в Омане, то в 1975 году был издан указ султана № 22/75 о создании Совета по профессиональной подготовке для изучения потребностей страны в профессиональной подготовке рабочей силы и составления соответствующих учебных программ. Учреждение Совета было предпринято министерствами социальных дел и занятости, торговли и промышленности, а также представителями частного сектора.